# Доминат
Доминат је модерни назив са аутократски облик владавине који је установљен у Римском царству након кризе 3. века и који је трајао све до пада Западног римског царства.
Назив „доминат“ изведен је од латинске речи доминус (= „господар"), која се првобитно везивала пре свега за однос роба и његовог власника. Тај је назив пејоративно коришћен за неке цареве почев од Јулијеваца-Клаудијеваца, али није био званична титула, а неки су га цареви, нпр. Тиберије, искрено презирали. Под Диоклецијаном, међутим, та је титула постала потпуно уобичајена, па се овај цар сматра и оснивачем домината као система државне управе.
Прва фаза уређења царске власти, позната под именом "принципат", коју је карактерисало формално постојање свих ранијих републиканских уставних институција и обичаја, завршила се с кризом 3. века (235–284). Та је криза окончана Диоклецијановим ступањем на престо. Диоклецијан је улогу и положај римског цара изместио из формалне структуре старих републиканских установа која је постојала током прва три века царства и увео нов систем владавине четворице, тзв. тетрархију. Он је такође одбацио титулу принцепса (принцепс) и усвојио отворено монархијски наступ према државним чиновницима и свим својим поданицима.
Можда је значајније од саме титуле било усвајање божанског статуса цара с пратећим називом „божански“ (дивус). Деификација је првобитно била постхумна почаст коју је преминулом цару додељивао римски сенат, али је касније сам цар почео себи још за живота давати звање „божански“, а често и члановима своје породице.
Историчари касне антике, међутим, негирају да је прелаз са принципата на доминат представљао неки оштри рез у историји Римског царства. Они сматрају да се у ствари радило о постепеној трансформацији у оквиру које Диоклецијанове реформе, премда значајне, представљају само један од елемената у тој прелазној фази.